# Britisch-Amerikanischer Krieg
Kriegsschauplatz St. Lawrence/Lake Champlain 

1. Sacket’s Harbor – 1. Lacolle Mills – Ontariosee – Ogdensburg – New York – 2. Sacket’s Harbor – Châteauguay – Chrysler’s Farm – 2. Lacolle Mills – Fort Oswego – Big Sandy Creek – Plattsburgh
Niagara-Kriegsschauplatz

Queenston Heights – Frenchman’s Creek – George – Stoney Creek – Beaver Dams – Black Rock – Fort Niagara – Buffalo – 1. Fort Erie – Chippewa – Lundy’s Lane – 2. Fort Erie – Cook’s Mill
Detroit-Kriegsschauplatz

Tippecanoe – Fort Mackinac – Dearborn – Detroit – Fort Harrison – Fort Wayne – Wild Cat Creek – Mississinewa – Frenchtown – Fort Meigs – Fort Stephenson – Eriesee – Thames River – Longwoods – Prarie du Chien – Rock Island Rapids – Mackinac Island – Malcom’s Mills
Chesapeake-Kriegsschauplatz

Craney Island – St. Michaels – Chesapeake – Bladensburg – Washington – Caulk’s Field – North Point – Baltimore
Südlicher Kriegsschauplatz

Creek – 1. Fort Bowyer – Fayal – Pensacola – Borgnesee – New Orleans – Fort St. Philip – Fort Peter – 2. Fort Bowyer
Der Britisch-Amerikanische Krieg zwischen den Vereinigten Staaten und dem Vereinigten Königreich, auch bekannt als Krieg von 1812, Zweiter Unabhängigkeitskrieg oder Mr. Madisons Krieg, begann mit der Kriegserklärung der Vereinigten Staaten am 18. Juni 1812 und wurde durch den Frieden von Gent vom 24. Dezember 1814 beendet, auf den jedoch weitere Kämpfe folgten, die bis in das Jahr 1815 dauerten. Als Ergebnis des Krieges wurde im Wesentlichen der Status quo ante bellum wiederhergestellt.

## Hintergrund
Im Krieg von 1812 kulminierten jahrelange Spannungen zwischen den Vereinigten Staaten und dem Vereinigten Königreich. In einer Rede vom 1. Juni 1812 nannte der amerikanische Präsident James Madison folgende Gründe, die aus seiner Sicht eine Kriegserklärung rechtfertigten:
- Die Zwangsrekrutierung (impressment) amerikanischer Seeleute in die Royal Navy.
- Übergriffe britischer Kriegsschiffe gegen Schiffe der Vereinigten Staaten.
- Die britische Blockade amerikanischer Häfen, um Handel mit dem von Napoleon besetzten Europa zu unterbinden.
- Die Weigerung der britischen Regierung, ein Verbot aufzuheben, das den neutralen Amerikanern angesichts der napoleonischen Kontinentalsperre den Handel mit den europäischen Staaten untersagte.
- Die angebliche Aufstachelung von Indianervölkern zu Gewaltakten gegen die Vereinigten Staaten.

Auch in aktuellen Darstellungen werden diese Punkte bis heute unkritisch wiederholt. Tatsächlich hatten diese Punkte zu teils erheblichen Spannungen zwischen beiden Ländern geführt, insbesondere die Zwangsrekrutierung amerikanischer Seeleute und die Übergriffe auf amerikanische Handelsschiffe.
Auf den britischen Kriegsschiffen diente – ob freiwillig oder gezwungen – eine erhebliche Anzahl von Amerikanern. So waren 22 der 663 Besatzungsmitglieder der Victory während der Schlacht von Trafalgar 1805 Bürger der Vereinigten Staaten. Das Vorgehen der Briten löste in den Vereinigten Staaten immer wieder Empörung aus. Angeblich wurden jedes Jahr etwa 1000 Seeleute von amerikanischen Schiffen – Briten, aber vielfach auch Amerikaner – Opfer von Zwangsrekrutierungen. Allerdings ließ sich die Frage, wer Bürger der Vereinigten Staaten war, nicht so einfach beantworten, wie dies aus heutiger Sicht naheliegend ist.
Aus britischer Perspektive war das Verfahren zur Erteilung eines amerikanischen Staatsbürgerschaftsnachweises so oberflächlich, dass es Missbrauch geradezu herausforderte. Zum einen war zur Ausstellung eines solchen lediglich eine eidesstattliche Erklärung vor einem Notar ausreichend, dass der Betreffende in den Vereinigten Staaten geboren sei, zum anderen waren die Personenbeschreibungen so vage, dass sie auf viele Männer zutreffen konnten. Für britische Seeleute war es deshalb leicht, sich formal echte, aber inhaltlich falsche Ausweise zu verschaffen. Angesichts dieses Missbrauchs und angesichts des chronischen Mangels an Seeleuten war es für viele britische Offiziere naheliegend, amerikanischen Ausweisen grundsätzlich zu misstrauen, auch wenn es sich tatsächlich um Bürger der Vereinigten Staaten handelte. Es soll häufig vorgekommen sein, dass britische Offiziere so viele Männer von amerikanischen Handelsschiffen holten, dass diese kaum noch in der Lage waren, einen Hafen anzusteuern. Ein weiterer Grund zu einem harten Vorgehen war die Tatsache, dass jährlich bis zu 2500 britische Seeleute auf amerikanischen Schiffen anheuerten. Diese Männer waren aus britischer Sicht zum Dienst in der Royal Navy verpflichtet, weshalb man auch das Recht für sich in Anspruch nahm, sie diesem Dienst zuzuführen.
Massive Behinderungen und Schädigungen des amerikanischen Seehandels ergaben sich daraus, dass britische Kriegsschiffe nach dem Beginn der Koalitionskriege mit Frankreich de facto eine Blockade der Häfen an der Atlantikküste der Vereinigten Staaten einrichteten. Sie durchsuchten alle Handelsschiffe, derer sie habhaft werden konnten, auf Konterbande und beschlagnahmten hunderte von ihnen, vielfach in Sichtweite der Küste. Was aus britischer Sicht ein legitimes Mittel zur Verhinderung des Handels mit den Kriegsgegnern war, empfanden die Amerikaner als Willkür und fortgesetzten Angriff auf ihre staatliche Souveränität, zumal die britischen Kriegsschiffe teilweise direkt vor den amerikanischen Häfen lagen; außerdem wogen die wirtschaftlichen Schäden schwer. Für die Vereinigten Staaten waren diese Einschränkungen ein Verstoß gegen internationales Recht.
Ein aus amerikanischer Sicht besonders skandalöser Fall ereignete sich 1807, als das britische Kriegsschiff HMS Leopard die Fregatte USS Chesapeake mit Waffengewalt zwang, eine Durchsuchung nach Deserteuren der Royal Navy zu erdulden, wobei 21 Seeleute getötet, verwundet oder verschleppt wurden. Dieser Gewaltakt erzeugte in den Vereinigten Staaten einen Sturm der Entrüstung, Präsident Thomas Jefferson zog jedoch ein (wirkungsloses) Handelsembargo einer Kriegserklärung vor.
Tatsächlich war es im Vorfeld des Krieges auch zu erheblichen Spannungen mit den Indianern gekommen, die 1811 in der Schlacht bei Tippecanoe zwischen US-Truppen unter William Henry Harrison und den Shawnee gipfelten. Zwar hatten die Briten durchaus ein Interesse daran, Kanada durch eine Pufferzone aus befreundeten Indianervölkern zu schützen, doch die Feindseligkeiten waren nicht – wie die Amerikaner behaupteten – auf britische Einflüsse zurückzuführen. Auslöser waren vielmehr Übergriffe und Vertragsbrüche, die viele Indianervölker zu Feinden der Amerikaner machten.
Dass es daneben auch andere nationalistische und imperialistische Kriegsgründe gab, zeigte sich daran, dass der Krieg in den von britischen Übergriffen am stärksten betroffenen Küstenstaaten relativ unpopulär war (bis zu den ersten amerikanischen Erfolgen), denn sowohl das Vereinigte Königreich als auch Kanada waren wichtige Handelspartner. Die Kriegserklärung vom 18. Juni wurde im Repräsentantenhaus mit 79 zu 49 und im Senat mit lediglich 19 gegen 13 Stimmen durchgesetzt. Hauptsächliche Verfechter der Kriegserklärung waren die Vertreter der Staaten im Landesinneren (der Frontier States), die sogenannten war hawks („Kriegsfalken“). Für sie waren die britischen Übergriffe ein willkommener Vorwand für die Eroberung Kanadas, wobei man wenig Widerstand erwartete, da der größte Teil der britischen Armee durch die Kämpfe in Spanien gebunden war. Diese Expansionspläne werden häufig in den Kontext der erst später ausformulierten Manifest Destiny-Ideologie (der Glaube an ein gottgegebenes Recht zur Eroberung des gesamten Kontinents) gestellt. Andere Historiker lehnen dies ab und sehen darin den Versuch, durch die Beseitigung der britischen Kolonien in Nordamerika die Gefahr von Angriffen auf die Vereinigten Staaten zu beseitigen, also eine eher defensive Motivation.
Ein weiterer Aspekt war die Hoffnung der war hawks, dass zukünftig auf kanadischem Boden entstehende Staaten die politische Färbung der Frontier States übernehmen und so dem empfundenen politischen Übergewicht der Südstaaten etwas entgegensetzen würden. Hier zeichnete sich bereits die inneramerikanische Spaltung ab, die schließlich 1861 in den Sezessionskrieg mündete. In jedem Falle sind für die Auslassungen der Kriegspartei ein aggressiver Nationalismus und starke antibritische Ressentiments charakteristisch. Viscount Robert Stuart Castlereagh, der britische Außenminister zur Zeit des Krieges, wollte diesen vermeiden. Ein ansehnlicher Teil der Bevölkerung, vor allem in Neuengland, war gegen den Krieg.

## Militärische Ausgangslage

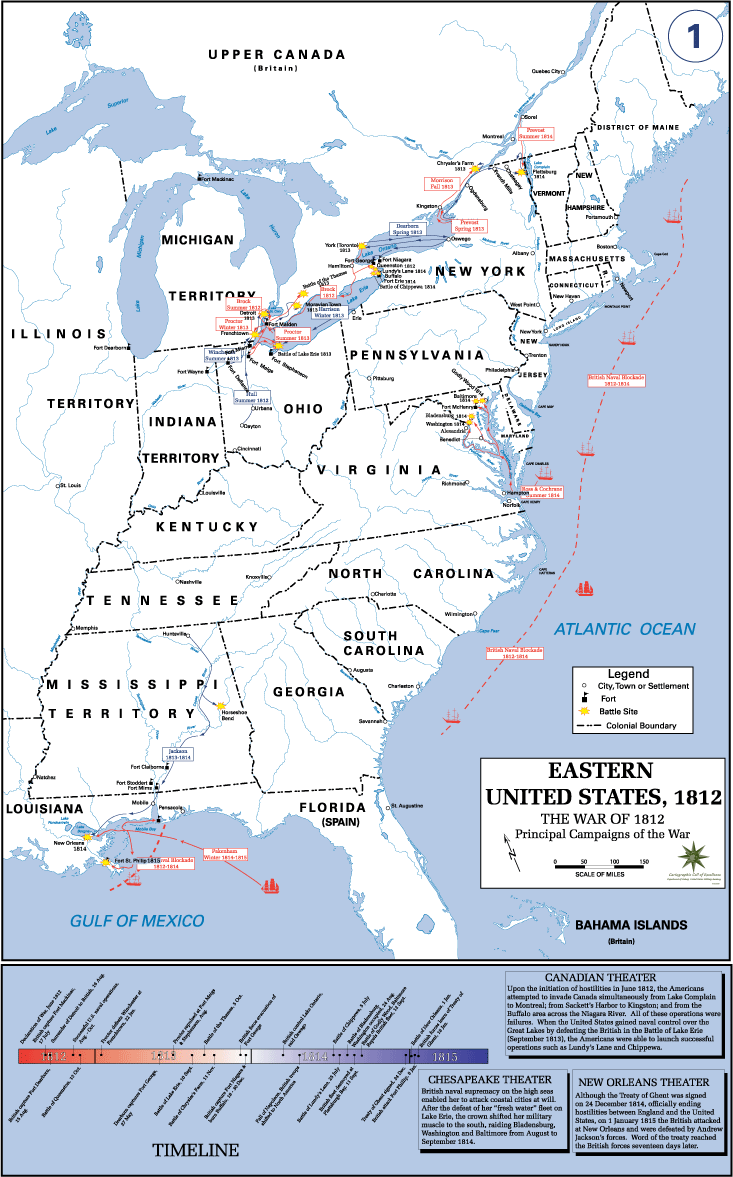
Karte des Kriegsverlaufs

Trotz der vorausgegangenen jahrelangen diplomatischen Spannungen war keine Seite auf den Krieg vorbereitet. Die US Navy bestand aus lediglich 16 kampftauglichen Schiffen, bei denen es sich um sieben Fregatten, eine Korvette und eine Reihe kleinerer Kriegsschiffe handelte. Weitere Einheiten waren zu dem Zeitpunkt entweder aufgelegt oder seeuntauglich. Erstaunlicherweise hatten dieselben Kongressabgeordneten, die den Krieg befürworteten, ein Flottenbauprogramm für zwölf Linienschiffe und 20 Fregatten abgelehnt. Der spätere Präsident Theodore Roosevelt, Verfasser einer Geschichte des Seekriegs 1812–1815 (The Naval War of 1812), bezeichnete dieses inkonsequente Verhalten als kriminelle Dummheit und nationale Schande. Mit einer Flotte dieser Größe konnten die Amerikaner gegen die Royal Navy, die kampfstärkste Marine der Welt, allenfalls auf symbolische Erfolge ohne Auswirkung auf den Kriegsverlauf hoffen.
Umgekehrt war das Verhältnis bei den Truppen an Land. Die Vereinigten Staaten verfügten über eine Armee mit der nominellen Stärke von 35.000 Mann, zu der noch zusätzlich Milizen aufgeboten werden konnten. Die regulären Truppen wiesen bei Kriegsbeginn tatsächlich jedoch nur ein Drittel ihrer angeblichen Stärke auf und litten unter einem Mangel an kompetenten Offizieren. Einige von ihnen verdankten zudem ihre Ränge noch Verdiensten aus dem Unabhängigkeitskrieg, andere hatten ihre Positionen durch politische Protektion erlangt. Die (zusätzlichen) Milizen erwiesen sich außerdem vielfach als undiszipliniert und nur zu einem gewissen Grade zuverlässig und verweigerten (wie auch bereits im Unabhängigkeitskrieg) teilweise den Dienst außerhalb ihres Heimatstaates. Die Briten verfügten demgegenüber über lediglich 5.000 Soldaten in Kanada, bei denen es sich auch nur teilweise um reguläre Truppen, ansonsten aber um Territorialeinheiten (im Land aufgestellte Truppenteile) und Milizen handelte. Ein gewisser Ausgleich zur zahlenmäßigen Unterlegenheit der Briten waren die gute Ausbildung und Disziplin ihrer Linientruppen und professionelle, kriegserfahrene Offiziere, wofür John Harvey, Joseph Wanton Morrison und Charles-Michel de Salaberry herausragende Beispiele sind.
Eine Reihe von Vorteilen begünstigte die britischen Verteidigungsbemühungen. Zum einen bildeten Seen und unzugängliche Wälder im Grenzgebiet zwischen Kanada und den Vereinigten Staaten natürliche Barrieren, die Landwege waren schlecht bzw. nicht vorhanden, so dass teilweise auf Flüsse und vor allem die Großen Seen als Verkehrswege zurückgegriffen werden musste. Zum anderen hatten die Briten die Unterstützung der meisten Indianervölker im Grenzgebiet, aus denen der Shawnee-Kriegshäuptling Tecumseh als eine der bedeutendsten Führergestalten der nordamerikanischen Indianer herausragte. Weiterhin verfügten die Briten mit Generalmajor Sir Isaac Brock, dem Gouverneur Oberkanadas, über einen tatkräftigen und kompetenten Kommandeur, dem seine amerikanischen Gegenspieler nicht gewachsen waren. Schließlich zeigte ein Teil der kanadischen Milizverbände – insbesondere solche, die in Niederkanada aufgestellt wurden – im Gegensatz zu vielen amerikanischen Einheiten eine hohe Kampfmoral.
Dies lag daran, dass die Anglokanadier vielfach Nachfahren von aus den Vereinigten Staaten vertriebenen Loyalisten (Kolonisten britischer Herkunft, die während des Unabhängigkeitskrieges loyale Untertanen der britischen Monarchie blieben) waren und die Vereinigten Staaten deshalb zutiefst verabscheuten, während die (in der Mehrheit katholischen) Frankokanadier zwar keine besondere Liebe für die britische Krone empfanden, aber die ihnen gewährte weitreichende religiöse Toleranz schätzten und den Vereinigten Staaten wegen ihrer stark protestantischen und antikatholischen Prägung misstrauten. Die Kampfbereitschaft der frankokanadischen Milizen, zum Beispiel in der Schlacht am Chateauguay River, war für die amerikanischen Truppen eine böse Überraschung, da man mit deren Unterstützung oder wenigstens deren Passivität gerechnet hatte. Anders verhielt es sich in Oberkanada, wo viele der Einwohner aus den Vereinigten Staaten stammten. Die aus ihnen gebildeten Miliztruppen erwiesen sich als unzuverlässig, doch bewirkten die Übergriffe der amerikanischen Truppen bei ihren Invasionsversuchen eine zunehmende Solidarisierung auch dieser Bevölkerungsteile mit den Verteidigern.

## Kriegsverlauf

### Landkrieg an der kanadischen Grenze

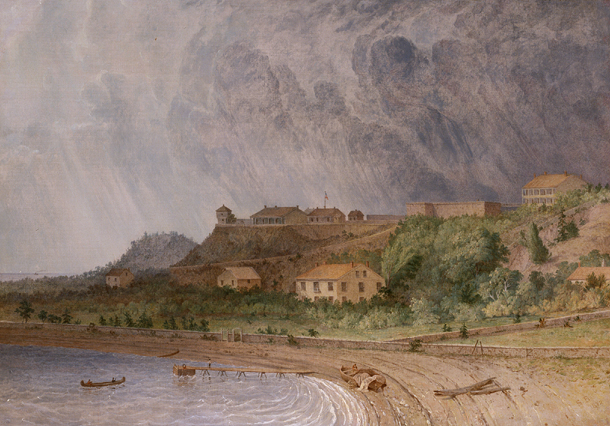
Fort Mackinac, Michigan

Hauptstandorte im Krieg von 1812 zwischen den Vereinigten Staaten und dem Vereinigten Königreich

Bei einem Einmarsch in Kanada rechnete man auf Seiten der Amerikaner mit keinem nennenswerten Widerstand. Doch konnten die amerikanischen Truppen trotz einer teilweise erdrückenden zahlenmäßigen Überlegenheit keine nennenswerten Erfolge erzielen. Mit Henry Dearborn hatte Madison einen zwar im Unabhängigkeitskrieg bewährten und erfolgreichen Veteranen, jedoch mittlerweile in jeder Hinsicht völlig ungeeigneten Oberbefehlshaber der amerikanischen Truppen ernannt. Der britische General Isaac Brock wartete nicht auf gegnerische Angriffe, sondern schlug als erster zu und eroberte in einem Handstreich am 17. Juli 1812 die strategisch wichtige Grenzfestung Fort Mackinac am Zusammenfluss von Michigansee und Huronsee. Der Versuch einer Armee unter dem Oberbefehl von General William Hull, von Detroit aus in Kanada einzumarschieren, endete in einem militärischen Debakel für die Amerikaner. Trotz großer Übermacht wurden die Angreifer von britisch-indianischen Truppen unter Brock und Tecumseh auf ihre Ausgangsbasis zurückgedrängt und mit einer geschickten psychologischen Kriegsführung so demoralisiert, dass sie ohne nennenswerte Gegenwehr am 16. August 1812 kapitulierten.

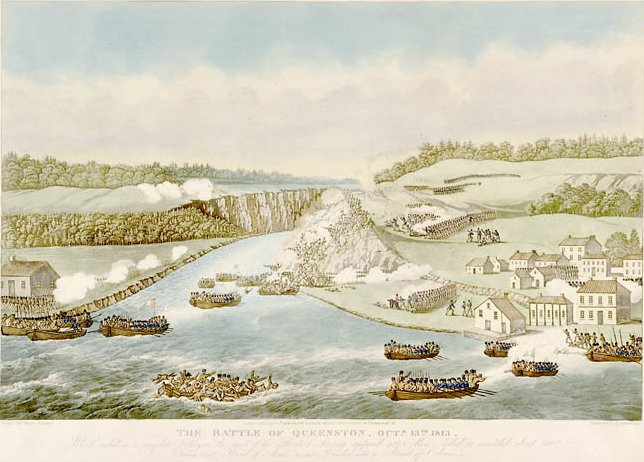
Schlacht von Queenston Heights, 13. Oktober 1812. Gemälde von James B. Dennis

Bei einem zweiten Invasionsversuch am Ostende des Eriesees erlitt die von Generalmajor Stephen Van Rensselaer, einem militärisch unerfahrenen Milizoffizier, geführte amerikanische Army of the Center beim Überschreiten des Niagara River am 13. Oktober in der Schlacht bei Queenston Heights eine weitere schwere Niederlage. Die Briten mussten diesen Erfolg jedoch mit dem Tod Brocks, ihres fähigsten Generals, bezahlen. Historiker bezeichnen diese erste größere Schlacht des Krieges als bereits entscheidend, da sie einen raschen amerikanischen Erfolg verhinderte und Briten und Kanadier überzeugte, dass eine erfolgreiche Verteidigung trotz der amerikanischen Übermacht möglich war.
Oberst Henry Procter, der General Brocks Nachfolge angetreten hatte, verfügte allerdings nicht über dieselben militärischen Fähigkeiten und fühlte sich auch nicht in gleicher Weise an das Versprechen gebunden, das Brock Tecumseh gegeben hatte.
Ein dritter Invasionsversuch von Van Rensselaers Nachfolger Alexander Smyth endete mit der Schlacht am Frenchman’s Creek am 28. November ebenfalls mit einer Niederlage, der noch weitere britische Erfolge gegen zahlenmäßig überlegene amerikanische Verbände folgten. Ein Vorstoß auf Montreal scheiterte am 27. November in der Ersten Schlacht bei Lacolle Mills ebenso wie ein erster Versuch von William Henry Harrison, Detroit zurückzuerobern, der zur Kapitulation eines etwa 1000 Mann zählenden amerikanischen Detachements nach der Schlacht bei Frenchtown vom 22. Januar 1813 führte.
Die wesentlich professioneller agierende US Navy konnte auf dem Ontariosee eine starke Flotte aufbauen, welche die geschickt taktierenden britischen Schiffe zwar nicht ausschalten, aber effektive Unterstützung für Unternehmungen zu Land geben konnte. Mit Hilfe der Marine überschritt eine Armee unter General Henry Dearborn am 27. Mai den Niagara River und vertrieb die Briten mit einer erdrückenden Übermacht aus der Grenzfestung Fort George. Die Briten gaben daraufhin die Grenze am Niagara River auf und zogen sich in das Landesinnere zurück, was Kapitän Oliver Hazard Perry erlaubte, mit fünf Schiffen in den Eriesee vorzustoßen und die britischen Nachschublinien nach Detroit zu bedrohen. Zu Land wurden die Invasoren bei einem ersten Vorstoß jedoch in der Schlacht bei Stoney Creek (6. Juni) geschlagen und durch den Beschuss britischer Kriegsschiffe vom Ontariosee aus zu einem fluchtartigen Rückzug gezwungen.
Ein erneuter Vorstoß führte zu einer weiteren Niederlage bei Beaver Dams (24. Juni). Im Dezember räumten Truppen der Vereinigten Staaten auch Fort George und brannten nicht nur dieses, sondern auch die kanadische Stadt Newark nieder, was eine Kette von Racheakten auslöste, die 1814 in der Zerstörung Washingtons gipfelten. Diese Rückschläge wurden in der Nacht vom 18. auf den 19. Dezember durch einen britischen Überraschungsangriff auf Fort Niagara vervollständigt, der diese strategisch wichtige amerikanische Grenzfestung bis zum Ende des Kriegs in britische Hand brachte. Von dieser Basis aus verwüsteten die Briten ungestört die amerikanischen Siedlungen im Grenzgebiet.

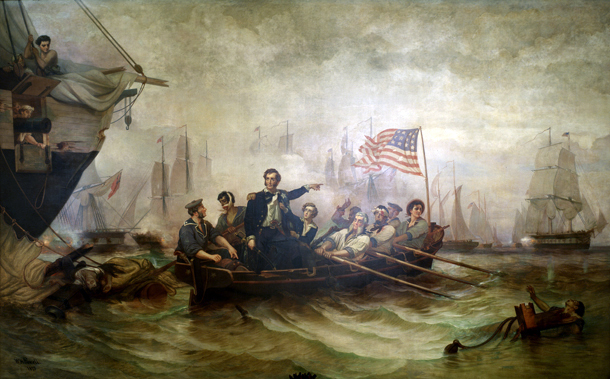
Schlacht auf dem Eriesee, 10. September 1813

Am 10. September 1813 gelang einem Geschwader der US Navy unter Oliver Hazard Perry in der Schlacht auf dem Eriesee die Vernichtung des britischen Geschwaders auf dem See. Die Briten mussten daraufhin das von der Versorgung abgeschnittene Detroit und die meisten anderen Eroberungen von 1812 räumen. Einer amerikanischen Armee unter William Henry Harrison gelang es, die sich zurückziehenden britisch-indianischen Truppen unter Henry Procter und Tecumseh am 5. Oktober in der Schlacht am Thames River auf kanadischem Boden aufzureiben, wobei Tecumseh, der bedeutendste Führer der Indianer, im Kampf fiel. Damit erreichten die Amerikaner den ersten eindeutigen Sieg über die Briten zu Land und die weitgehende Beseitigung der britischen Präsenz westlich des Ontariosees. Zu größeren Kampfhandlungen kam es in diesem Gebiet nicht mehr, doch musste eine daraufhin vorgetragene Doppelinvasion zweier amerikanischer Armeen entlang des Sankt-Lorenz-Stroms und vom Lake Champlain aus auf Montréal nach Niederlagen bei Chateauguay und Chrysler’s Farm am 26. Oktober und 10. November abgebrochen werden. Diese wichtigen Siege konnten britische Truppen trotz sieben- bzw. zehnfacher Überlegenheit der Truppen der Vereinigten Staaten erreichen.

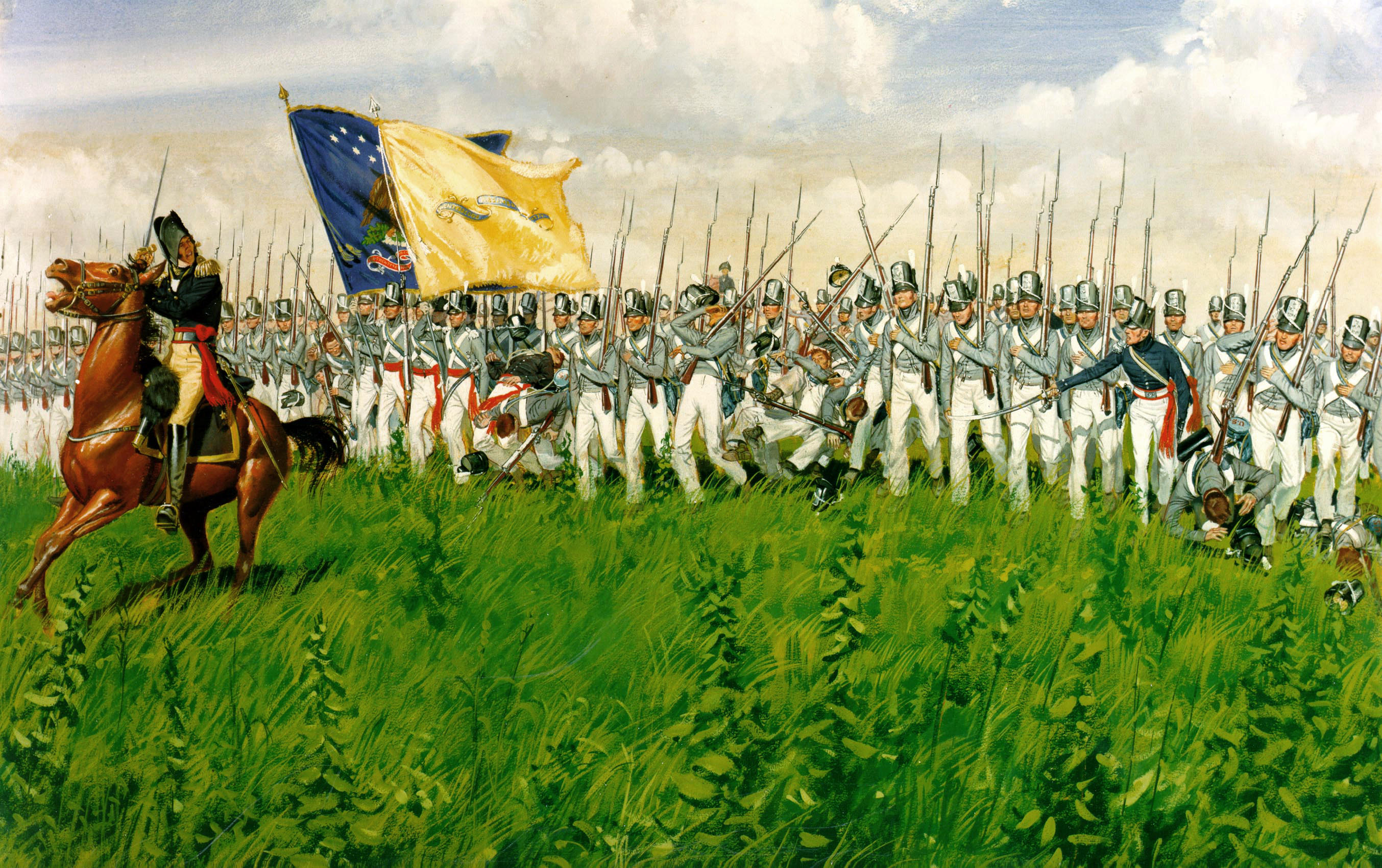
Schlacht bei Chippewa, 5. Juli 1814

Während ein halbherziger Vorstoß auf Montréal im folgenden Jahr kaum über die Grenze hinaus kam und zu einem erneuten Fiasko führte (Zweite Schlacht bei Lacolle Mills vom 30. März 1814), erwiesen sich die amerikanischen Truppen auf der Niagara-Halbinsel mit wesentlich fähigeren Kommandeuren und besser ausgebildeten Mannschaften als ebenbürtige Gegner der Briten. Der Einmarsch einer Armee unter Generalmajor Jacob Brown und Brigadegeneral Winfield Scott im Juli 1814 führte zu den blutigsten Kämpfen des Kriegs auf diesem Schauplatz. Die Amerikaner konnten die Grenzfestung Fort Erie zur Kapitulation zwingen und die Briten in der Schlacht bei Chippewa am 5. Juli schlagen, erlitten in der äußerst blutigen Schlacht bei Lundy’s Lane am 25. Juli aber so schwere Verluste, dass sie ihre Invasion abbrechen mussten. In der Folge kam es zu äußerst verlustreichen Kämpfen um Fort Erie, das die Amerikaner nach einer erfolglosen britischen Belagerung schließlich räumten.
Die nach dem Ende der Kämpfe in Spanien mit Truppen aus Europa verstärkten Briten gingen nun zum Gegenangriff über, eroberten einen Teil von Maine und stießen entlang des Lake Champlain in den Bundesstaat New York vor. Da der britische Generalgouverneur Sir George Prevost das aus teils nicht fertiggestellten Schiffen bestehende Geschwader der Royal Navy auf dem Lake Champlain überstürzt in den Kampf schickte und dann im Stich ließ (ein versprochener Entlastungsangriff an Land wurde zu spät und nur halbherzig vorgetragen), konnten die Amerikaner die britische Invasion ihrerseits am 11. September in der Schlacht bei Plattsburgh zurückschlagen. Prevost wurde daraufhin abberufen und hätte sich vor einem Kriegsgericht verantworten müssen, wenn er nicht zuvor gestorben wäre. Diese Niederlage, zusammen mit dem Rückschlag vor Baltimore, entzog den Briten die Grundlage, die Amerikaner zu territorialen Zugeständnisse im Bereich der Großen Seen zu zwingen. Somit war diese britische Niederlage ausschlaggebend für einen Friedensschluss auf der Basis des status quo ante. Zu weiteren größeren Kampfhandlungen kam es auf diesem Kriegsschauplatz nicht mehr.

### Seekrieg und amphibische Operationen

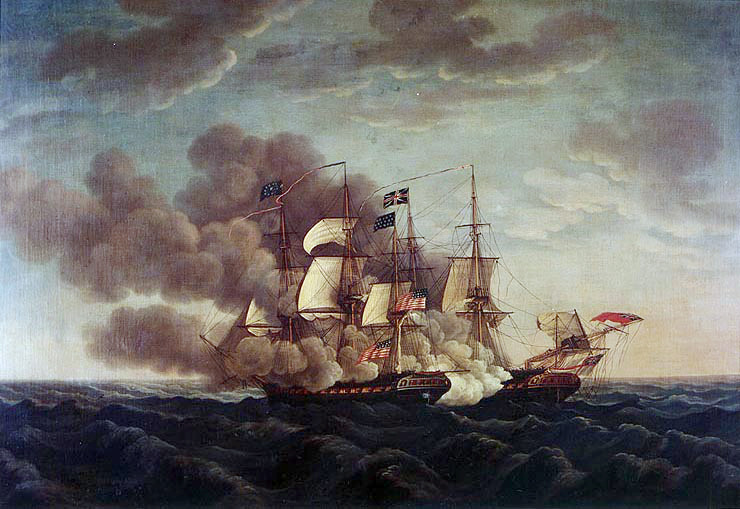
Gefecht zwischen USS Constitution und HMS Guerrière, 19. August 1812

Die US Navy konnte angesichts der britischen Überlegenheit zur See nicht hoffen, die Seeherrschaft der Royal Navy zu brechen. Die amerikanischen Schiffe suchten deshalb nicht den Kampf mit den britischen Flottenverbänden, sondern versuchten, Handelsschiffe und einzelne Kriegsschiffe abzufangen. Da die amerikanischen Schiffe in der Regel größer und schwerer bewaffnet waren als ihre Gegner und darüber hinaus hervorragend ausgebildete Mannschaften und Offiziere hatten (während die Royal Navy auf Grund des andauernden Krieges mit Frankreich ihre Kapazitäten in dieser Hinsicht überdehnen musste), gelang ihnen vor allem am Anfang des Krieges eine Reihe von Erfolgen. Diese waren zwar militärisch von geringer Bedeutung, hatten aber auf die öffentliche Meinung in den Vereinigten Staaten und dem Vereinigten Königreich eine erhebliche Auswirkung, da sie den durch die Erfolge gegen Franzosen, Spanier und Holländer entstandenen politischen Mythos von der Unbesiegbarkeit britischer Kriegsschiffe erschütterten. Deswegen schenkte man diesen Erfolgen bzw. Verlusten eine besondere Aufmerksamkeit.
Den Anfang machte die Constitution („44-gun frigate“, 54 Geschütze), die am 19. August 1812 die britische Fregatte Guerriere („38-gun frigate“, 46 Geschütze) zur Kapitulation zwang und anschließend versenkte. Am 25. Oktober folgte die Eroberung der HMS Macedonian („38-gun frigate“, 46 Geschütze) durch die USS United States („44-gun frigate“, 54 Geschütze), und am 20. Dezember der Verlust der HMS Java („38-gun frigate“, 46 Geschütze), die nach einem harten Gefecht vor Bahia vor der USS Constitution die Flagge strich und verbrannt wurde. Weitere Erfolge erzielte die Fregatte USS Essex („32-gun frigate“, 46 Geschütze), die unter dem Befehl von Kapitän David Porter in den Pazifik vorstieß, wo sie zahlreiche britische Walfangschiffe kaperte, bis sie sich selbst am 28. März 1814 bei Valparaíso (Chile) der britischen Fregatte HMS Phoebe („36-gun frigate“, 44 Geschütze) ergeben musste.

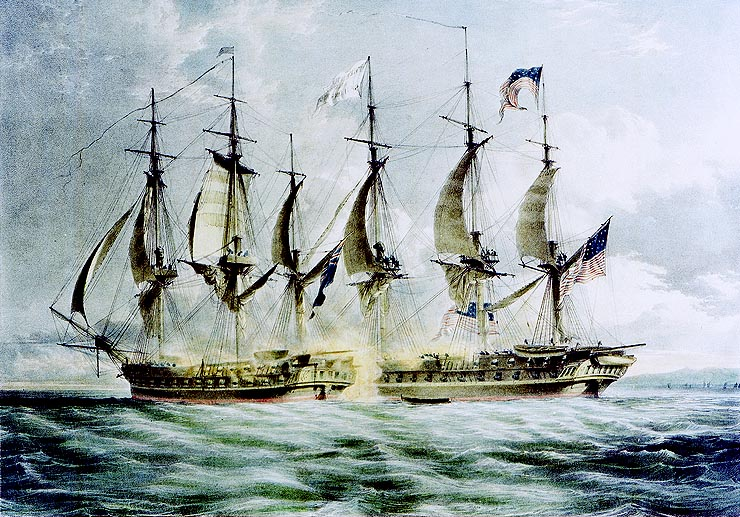
Gefecht zwischen USS Chesapeake und HMS Shannon, 1. Juni 1813

Die Briten verstärkten nach ihren Niederlagen ihre Flottengeschwader in den amerikanischen Gewässern und verschärften die Blockade gegen die Häfen in den Vereinigten Staaten. Sie richteten sich nicht nur gegen die amerikanischen Kriegsschiffe, sondern auch gegen amerikanische Kaperschiffe, die hunderte britischer Handelsschiffe aufbrachten und dem Seehandel schwere Schäden zufügten. Diese Kaperschiffe dehnten ihre Aktivitäten bis an die Küsten der britischen Inseln aus und konnten sich in Einzelfällen sogar gegen Kriegsschiffe behaupten. Mit den zunehmend schärferen Blockaden und Patrouillen wurde das Auslaufen für amerikanische Schiffe immer gefährlicher, zumal die Briten nicht nur amerikanische Kriegsschiffe und Freibeuter jagten, sondern ihrerseits zahlreiche Handelsschiffe aufbrachten und den amerikanischen Seehandel damit massiv schädigten. Ein Ergebnis dieser britischen Wachsamkeit war am 1. Juni 1813 die Eroberung der amerikanischen Fregatte USS Chesapeake („38-gun frigate“, 48 Geschütze) durch das etwa gleich starke britische Schiff HMS Shannon („38-gun frigate“, 48 Geschütze). Dieser britische Erfolg hatte wiederum eine erhebliche psychische Auswirkung; der schwer verwundete Kapitän der Shannon, Philip Broke, wurde für seinen Sieg geadelt. Zwar gelang den Amerikanern noch eine Reihe weiterer Erfolge, die sie jedoch mit dem Verlust der am 15. Januar 1815 von den Briten eroberten Fregatte President („44-gun frigate“, 55 Geschütze) bezahlen mussten.
Schließlich gelang es noch der USS Constitution, am 20. Februar die britischen Schiffe HMS Cyane („24-gun light frigate“, 30 Geschütze) und HMS Levant („sloop-of-war“, 20 Geschütze) zu erobern.
Bei der Blockade der amerikanischen Küste nahm das Vereinigte Königreich zunächst bewusst die mit dem Krieg unzufriedenen Neuenglandstaaten von der Blockade aus. Trotz des Kriegszustands scheint es teilweise weiterhin einen florierenden Handel zwischen Briten und Amerikanern gegeben zu haben, der von der Regierung der Vereinigten Staaten erst nach und nach unterbunden werden konnte. Die Royal Navy blockierte vom 26. Dezember 1812 an zunächst den Delaware und die Chesapeake Bay, dehnte dies ein Jahr später auf die gesamte Küste südlich von Narragansett und schließlich am 31. Mai 1814 auf die gesamte Atlantikküste der Vereinigten Staaten aus. Die Blockade hatte eine ruinöse Wirkung auf die amerikanische Wirtschaft und leistete einen wesentlichen Beitrag dazu, die Friedensbereitschaft wachsen zu lassen. Aufgrund ihrer unangefochtenen Seeherrschaft konnten die Briten eine Reihe teilweise äußerst destruktiver Landeunternehmungen gegen Häfen, Städte und Siedlungen führen, denen die Amerikaner meist wenig entgegenzusetzen hatten. Die örtlichen Milizen konnten gegen die Angreifer wenig ausrichten, und da die Briten die Miliztruppen als feindliche Soldaten betrachteten, war deren Privatbesitz von den Verwüstungen häufig ebenfalls betroffen.

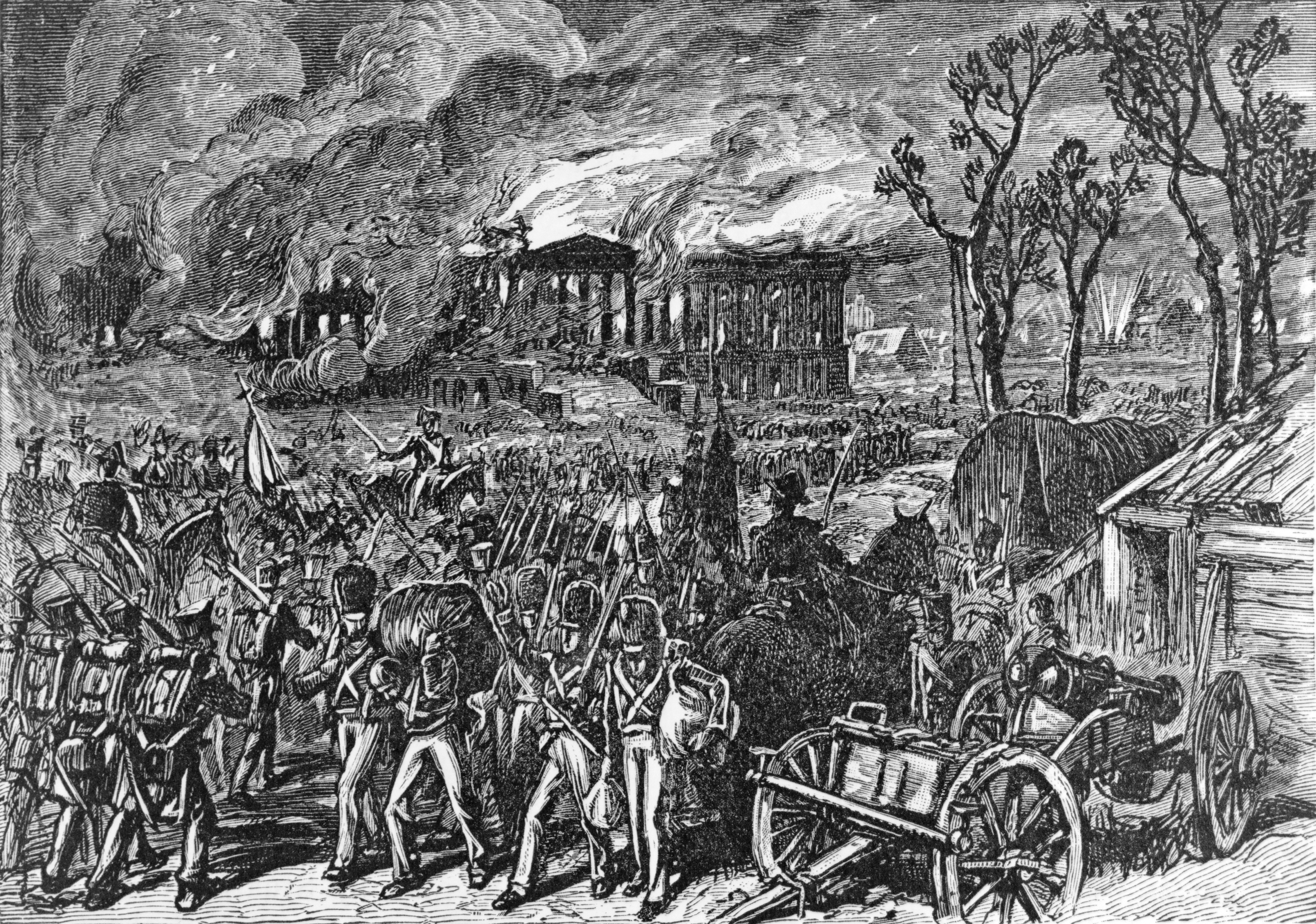
Die Briten brennen nach ihrem Sieg bei Bladensburg am 19. August 1814 die öffentlichen Gebäude Washingtons nieder

Der wohl größte Erfolg gegenüber den Amerikanern gelang britischen See- und Landstreitkräften unter Sir George Cockburn und Generalmajor Robert Ross, die am 19. August 1814 an der Chesapeake Bay landeten, in der Schlacht bei Bladensburg am 23. August eine amerikanische Milizarmee auseinanderjagten und im Anschluss daran drei Tage lang ungehindert die öffentlichen Gebäude der Hauptstadt Washington plünderten und niederbrannten. Präsident Madison musste nach Virginia fliehen. Einen anschließenden Versuch, auch Baltimore zu erobern, konnten die Amerikaner abwehren. Das britische Bombardement von Fort McHenry im Hafen der Stadt inspirierte Francis Scott Key zu einem Gedicht, das unter dem Titel The Star-Spangled Banner zur Nationalhymne der Vereinigten Staaten wurde und die bei der Beschießung verwendeten Raketen erwähnt (… the rockets' red glare). Diese aufgrund ihrer Ungenauigkeit eher psychisch wirksamen Waffen verfehlten – im Gegensatz zu Bladensburg, wo sie Panik auslösten – beim Angriff auf Baltimore jedoch ihre Wirkung.

## Friedensschluss und Schlacht von New Orleans
Keine der beiden Seiten sah sich in der Lage, den Krieg militärisch zu gewinnen. Briten und Amerikaner waren daher zu Verhandlungen bereit. Das Russische Kaiserreich trat bei den im August 1814 beginnenden Verhandlungen im belgischen Gent als Vermittler auf. Die amerikanische Delegation versuchte dabei vergeblich, die Zwangsrekrutierungen angeblicher Deserteure zu einem Teil des Friedensabkommens zu machen. Das Vereinigte Königreich forderte von den Amerikanern Gebietsabtretungen und die Schaffung eines indianischen Staates zwischen Kanada und den Vereinigten Staaten. Auch die Demilitarisierung der Großen Seen wurde von britischer Seite verlangt. Nicht zuletzt wegen wachsender Opposition gegen den Krieg aus dem eigenen Land und gegen die Kriegssteuern war die britische Delegation schließlich bereit, auf derartige Forderungen zu verzichten.
Der Friede von Gent wurde dort am 24. Dezember 1814 unterzeichnet. Der amerikanische Senat empfahl am 16. Februar einstimmig seine Annahme. Nach der Ratifizierung durch Präsident Madison trat er am 18. Februar in Kraft. Befördert wurde die amerikanische Bereitschaft zum Friedensschluss durch den Niedergang der Kampfmoral, der sogar den inneramerikanischen Zusammenhalt bedrohte, da ein Konvent von Gesandten der Neuenglandstaaten, die Hartford Convention, im Herbst 1814 sogar eine Sezession erwog, um ein Ende des Kriegs zu erzwingen.
Obwohl der Friedensvertrag bereits unterzeichnet war, kam es im Südosten der Vereinigten Staaten noch einmal zu schweren Kämpfen, da dort die Nachricht vom Friedensschluss nicht rechtzeitig ankam. Die amerikanische Miliz unter General Andrew Jackson, die am 27. März 1814 die Muskogee-Indianer in der Schlacht am Horseshoe Bend vernichtend geschlagen hatte, stellte sich einer britischen Landung bei New Orleans entgegen und fügte den Angreifern unter Generalmajor Sir Edward Pakenham am 8. Januar 1815 in der Schlacht von New Orleans eine schwere Niederlage zu, bei der Pakenham fiel.
Insgesamt sollen die Opferzahlen des gesamten Kriegs auf amerikanischer Seite 12.000, auf britischer 5.000 betragen haben.

## Folgen
Der Vertrag stellte lediglich den status quo ante bellum wieder her und sah eine friedliche Regelung strittiger Grenzfragen durch Schiedskommissionen vor. Alle anderen Konfliktpunkte wie die Zwangsrekrutierung amerikanischer Seeleute wurden darin nicht erwähnt. Die maritimen Streitpunkte erledigten sich jedoch von selbst, da die Royal Navy mit dem Ende des Krieges gegen Napoleon auf Zwangsrekrutierungen verzichten konnte und die Gründe für die Handelshindernisse mit Europa ebenfalls entfielen. Auch gab es keine Notwendigkeit mehr für Bündnisse mit den Indianern, da die Grenzstreitigkeiten nun auf friedliche Weise beigelegt wurden und die Stämme durch den Krieg, nicht zuletzt durch den Tod Tecumsehs, erheblich geschwächt waren und der amerikanischen Expansion nun nur noch hinhaltenden Widerstand entgegensetzen konnten. Der Krieg von 1812 war die letzte militärische Auseinandersetzung, bei der die Indianer eine nennenswerte militärische und politische Rolle spielten. Dem Schweizer Historiker Aram Mattioli folgend, „brach“ der Britisch-Amerikanische Krieg „den östlich des Mississippi lebenden Native Americans das Genick“. Zugleich war es der letzte Krieg zwischen dem Vereinigten Königreich und den Vereinigten Staaten. Trotz gelegentlicher Krisen blieben die Beziehungen im gesamten 19. Jahrhundert friedlich.
In den Vereinigten Staaten betrachtete man sich als Sieger in einem Krieg, in dem man erfolgreich amerikanische Rechte verteidigt und schließlich bei New Orleans einen glanzvollen Sieg erfochten hatte. Der Konflikt ließ den Nationalismus anwachsen, schürte Aversionen gegen die Briten und führte zu einer Faszination in der Bevölkerung für militärischen Ruhm. Dies befeuerte die politischen Karrieren von populären Veteranen aus diesem Krieg, die in den nächsten Jahrzehnten fünf amerikanische Präsidenten stellten: James Monroe, Jackson, William Henry Harrison, John Tyler und Zachary Taylor. Wesentliche Folgen hatte der Krieg für die US Army, in der es zu tiefgreifenden Reformen insbesondere in der Ausbildung der Offiziere kam, welche die Schlagkraft der Truppen wesentlich verbesserten.
Die US Navy hatte mit ihren Erfolgen ihre erste Feuerprobe bestanden, erheblich an Reputation gewonnen und begann eine Entwicklung, die sie zur heute größten Marine der Welt gemacht hat. An Ansehen hatten die Vereinigten Staaten auch insgesamt gewonnen, da es ihnen gelungen war, sich gegen das britische Weltreich militärisch zu behaupten. Die offene Verachtung, mit der die Amerikaner von Briten und anderen Mächten behandelt worden waren, gehörte nun der Vergangenheit an. Die Niederlagen britischer Fregatten gegen ihre amerikanischen Pendants hatten im Übrigen noch lange Auswirkungen auf die britische Marine und führten zu einer noch intensiveren Ausbildung britischer Matrosen.
Trotzdem ist bei genauerer Betrachtung offensichtlich, dass in diesem Krieg weder die Vereinigten Staaten noch das Vereinigte Königreich in wesentlichen Punkten ihre Kriegsziele erreichen konnten. Den Amerikanern gelang weder die Eroberung Kanadas, noch erzwangen sie Zugeständnisse in den anderen Streitpunkten. Das Vereinigte Königreich wiederum konnte die erhoffte Teilrückeroberung seiner ehemaligen Kolonie nicht verwirklichen.
In Kanada wird der Krieg bis heute als erfolgreiche Abwehr amerikanischer Invasionsversuche betrachtet. Für Kanada war der Krieg von enormer Wichtigkeit, da er in der britischstämmigen und französischstämmigen Bevölkerung durch den Kampf gegen einen gemeinsamen Feind das Gemeinschaftsgefühl stärkte – Grundlage für das sich entwickelnde kanadische Nationalbewusstsein. Zudem stärkte er die Loyalität zur britischen Krone. Helden dieses Kriegs wie Sir Isaac Brock und Laura Secord sind in Kanada bis heute populär. Der kanadische Autor Pierre Berton stellte die These auf, dass Kanada ohne den Krieg von 1812 letztlich wohl in die Vereinigten Staaten eingegliedert worden wäre, da sich durch einen weiteren Zustrom von Siedlern aus dem Süden ein spezifisch kanadisches Nationalbewusstsein nicht hätte entwickeln können.
Verschiedene Ereignisse während des Krieges sind aus kanadischer Sicht so bedeutend, dass diese durch die kanadische Regierung zu einem „nationalen historischen Ereignis“ erklärt wurden und noch bis zum heutigen Tag erklärt werden. Betroffen sind davon nicht nur Gefechte wie das von Sainte-Foy, welches im Jahr 2011 als „Battle of Sainte-Foy National Historic Event“ gewürdigt wurde, sondern auch Ereignisse wie die freiwillige Meldung und der Einsatz von Männern afrikanischer Abstammung in den kanadischen Milizeinheiten, welche im Jahr 2014 als „Black Militia Units in Upper Canada, 1812–1850 National Historic Event“ gewürdigt wurden.